# الدعارة في الولايات المتحدة
في الولايات المتحدة الأمريكية يمكن لكل ولاية السماح بالدعارة أو تحريمها بشكل مستقل. حالياً في جميع الولايات الأمريكية باستثناء ولاية نيفادا، يُحظر بيع وشراء الخدمات الجنسية (الدعارة) ويعتبر جريمة. في ولاية نيفادا تُرخص بيوت الدعارة فقط في مقاطعات معينة في نيفادا. الدعارة محظورة في مقاطعة كلارك (بما في ذلك لاس فيغاس) ومقاطعة واشو (بما في ذلك رينو) وكارسون سيتي ومقاطعة دوغلاس ومقاطعة لينكون.

نيفادا (مظللة باللون الأحمر) هي الولاية الوحيدة في الولايات المتحدة حيث الدعارة قانونية. علاوة على ذلك فهو قانوني فقط في بعض مقاطعات نيفادا

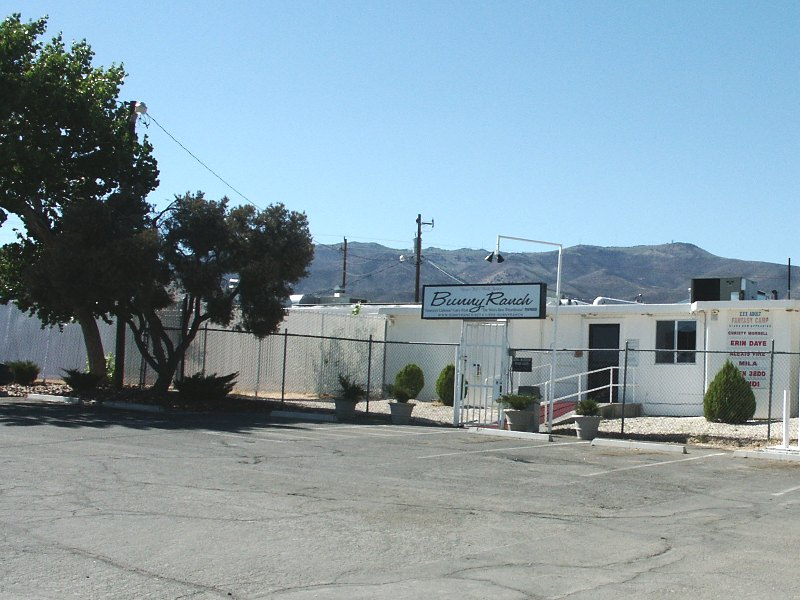
بيت دعارة في ولاية نيفادا

## الاتجار بالجنس في الولايات المتحدة
الاتجار بالجنس في الولايات المتحدة هو شكل من أشكال الاتجار بالبشر الذي يتضمن العبودية الإنجابية أو الاستغلال الجنسي التجاري كما يحدث في الولايات المتحدة. يشمل الاتجار بالجنس نقل الأشخاص عن طريق الإكراه والخداع و/أو القوة إلى ظروف استغلالية وشبيهة بالعبودية. ويرتبط عادة بالجريمة المنظمة.
تشير التقديرات إلى أن ثلثي ضحايا الاتجار بالبشر في الولايات المتحدة هم مواطنون أمريكيون. معظم الضحايا المولودين في الخارج يأتون إلى الولايات المتحدة بشكل قانوني، بتأشيرات مختلفة. وقدرت وزارة الخارجية أنه يتم تهريب ما بين 15.000 إلى 50.000 امرأة وفتاة كل عام إلى الولايات المتحدة.

### في لوس أنجلوس
كانت الدعارة في لوس أنجلوس في القرن التاسع عشر تتمركز في منطقة الضوء الأحمر في لوس أنجلوس وكانت تسيطر عليها شخصيات ذكورية قوية. ازدهرت أعمال الدعارة بسبب قربها من ثقافة الذكور من الطبقة العاملة في منطقة الضوء الأحمر.
```
 شكلت دعارة الأطفال غالبية صناعة الجنس في لوس أنجلوس في هذا الوقت، مما خلق تنوعًا داخل منطقة الضوء الأحمر. كانت البغايا الصينيات بارزات بشكل خاص في منطقة السرير. كانت صناعة الجنس يهيمن عليها الذكور إلى حد كبير، وتحديدًا من قبل توم سافاج وبارتولو باليرينو. كلاهما بنى سمعته باستخدام التحالفات السياسية التي عززت قبضته على منطقة سرير في لوس أنجلوس.
```

## الوضع الراهن
في عام 2001، قدرت وزارة الخارجية الأمريكية أنه يتم تهريب ما بين 50.000 إلى 100.000 امرأة وفتاة كل عام إلى الولايات المتحدة. في عام 2003، قدر تقرير وزارة الخارجية أنه تم تهريب ما بين 18.000 إلى 20.000 فرد إلى الولايات المتحدة إما للعمل القسري أو الاستغلال الجنسي. وقدر تقرير يونيو/حزيران 2004 إجمالي المتاجرة بهم سنوياً بما يتراوح بين 14.500 و17.500. وشكلت إدارة بوش 42 فريق عمل تابع لوزارة العدل وأنفقت أكثر من 150 مليون دولار على محاولات الحد من الاتجار بالبشر. ومع ذلك، خلال السنوات السبع التي تلت إقرار القانون، حددت الإدارة فقط 1362 ضحية من ضحايا الاتجار بالبشر الذين تم جلبهم إلى الولايات المتحدة منذ عام 2000، وهو رقم لا يقترب من 50000 أو أكثر سنويًا حسب تقديرات الحكومة.
تزعم منظمة خدمات تعليم وتوجيه الفتيات (GEMS)، وهي منظمة مقرها في نيويورك، أن غالبية الفتيات العاملات في تجارة الجنس تعرضن للإيذاء عندما كن أطفالاً. يلعب الفقر ونقص التعليم أدوارًا رئيسية في حياة العديد من النساء العاملات في صناعة الجنس.
وفقًا لتقرير أجرته جامعة بنسلفانيا، قد يتعرض ما بين 100 ألف إلى 300 ألف طفل أمريكي في أي وقت لخطر الاستغلال بسبب عوامل مثل تعاطي المخدرات أو التشرد أو عوامل أخرى مرتبطة بزيادة خطر الاستغلال الجنسي التجاري. . ومع ذلك، أكد التقرير أن "الأرقام المعروضة في هذه الأدلة لا تعكس العدد الفعلي لحالات الاستغلال الجنسي التجاري للأطفال في الولايات المتحدة، بل تعكس ما نقدره بأنه عدد الأطفال "المعرضين لخطر" الاستغلال الجنسي التجاري". استغلال."

## إحصاءات عن البغايا والعملاء
قدرت إحدى الدراسات التي أجريت عام 1990 أن معدل الانتشار السنوي للبغايا المتفرغات في الولايات المتحدة يبلغ 23 لكل 100000 نسمة بناءً على دراسة القبض على البغايا الموجودة في كولورادو سبرينغز، كولورادو، وسجلات الشرطة وعيادة الأمراض المنقولة جنسياً بين عامي 1970 و1988.
وجدت استمرارية لدراسة كولورادو سبرينغز أن معدل الوفيات بين البغايا النشطات يبلغ 459 لكل 100.000 شخص في السنة، وهو 5.9 أضعاف معدل الوفيات بين عامة السكان (المعدلين حسب العمر والعرق). كثير من الناس ينظرون إلى الدعارة على أنها جريمة بلا ضحايا وعادة ما يتفق الطرفان. ومع ذلك، تشير العديد من الإحصائيات إلى أنها خطيرة للغاية من الناحية البدنية. معدل الوفيات لكل 100.000 من البغايا في الولايات المتحدة هو ما يقرب من ضعف معدل الوفيات بين الصيادين في ألاسكا.
ومن بين المشاركين في برنامج تعاطي المخدرات الطوعي، أبلغ 41.4% من النساء و11.2% من الرجال عن بيع خدمات الدعارة خلال العام الماضي (مارس 2008). في نيوارك، نيوجيرسي، يزعم أحد التقارير أن 57% من البغايا مصابات بفيروس نقص المناعة البشرية، وفي أتلانتا، 12% من البغايا من المحتمل أن يكونن مصابات بفيروس نقص المناعة البشرية.
أفاد استطلاع أجرته TNS عام 2004 أن 15 بالمائة من جميع الرجال دفعوا ثمن الجنس و30 بالمائة من الرجال غير المتزوجين فوق سن 30 عامًا دفعوا ثمن الجنس. أجاب أكثر من 200 رجل على الإعلانات الموضوعة في الإعلانات المبوبة للخدمات الجنسية بمنطقة شيكاغو لإجراء مقابلات متعمقة. من بين هؤلاء "الجونز" الذين اعترفوا بأنفسهم، يرى 83% منهم أن شراء الجنس هو شكل من أشكال الإدمان، ويشتبه 57% منهم في أن النساء الذين دفعوا لهم المال تعرضوا للإيذاء عندما كانوا أطفالًا، وقال 40% إنهم عادة ما يكونون في حالة سكر عندما يشترون الجنس. أشار تقرير صدر عام 2012 عن مؤسسة Fondation Scelles إلى أن هناك ما يقدر بمليون عاهرة في الولايات المتحدة.

## المراحيض العامة
يجوز للعاهرات (الذكور) العمل في الحمامات العامة في الحدائق والمؤسسات. العملاء يحبون هذا الإعداد لأسباب مختلفة. بعض الرجال يحبون "الإثارة" أو الاندفاع الذي يأتي من اللقاء. أبلغ الناس عن عدم قدرتهم على الوصول إلى النشوة الجنسية إذا لم يكونوا في المراحيض. في هذه الحالة، تكون فكرة الوقوع في الفخ أمرًا مرغوبًا فيه. يستمتع العملاء الآخرون بعدم الكشف عن هويتهم وطبيعة التجربة المختصرة. نظرًا لأن بعض العملاء لديهم عائلات وسمعة يجب الحفاظ عليها، فإن المرحاض ملائم؛ إنهم يستمتعون بالتجربة الجنسية مع الحد الأدنى من خطر اكتشاف الأمر ودون ارتباط عاطفي.

## دعارة الأطفال
تعتبر بغاء الأطفال في الولايات المتحدة مصدر قلق بالغ. يقال إن أكثر من 100 ألف طفل يُجبرون على ممارسة الدعارة في الولايات المتحدة كل عام.